# Suzuki Tomoya
Tomoya Suzuki (sinh ngày 19 tháng 8 năm 2000) là một cầu thủ bóng đá người Nhật Bản.

## Sự nghiệp câu lạc bộ
Tomoya Suzuki đã từng chơi cho FC Tokyo.